# Џиновска сабљаста антилопа
Џиновска сабљаста антилопа (лат. Hippotragus niger variani) је подврста сабљасте антилопе, врсте која припада реду папкара (Artiodactyla). 

## Угроженост
Ова врста је крајње угрожена и у великој опасности од изумирања.

## Распрострањење
Ареал подврсте је ограничен на једну државу, Анголу.